# Allan Segura
Allan Segura (Benidorm, 1998) es un modelo y trabajador social español.
Estudió Trabajo Social en la Universidad de Valencia. Fue el primer hombre trans en participar en el concurso de belleza Mr. Gay Pride España en 2021 representando a la Comunidad Valenciana. Debido a la pandemia de COVID-19 la edición del concurso no se celebró.
Allan Segura es también activista por los derechos trans y abiertamente homosexual.